# Филанджери, Гаэтано
Гаэта́но Филандже́ри (итал. Gaetano Filangieri; 18 августа 1752, Черкола или 22 августа 1753, Сан-Себастьяно-аль-Везувио — 11 июля 1788, Вико-Экуэнсе) — неаполитанский юрист, экономист и публицист, мыслитель эпохи Просвещения.

## Биография
Представитель знатного неаполитанского рода норманнского происхождения, третий сын Чезаре, князя Арианьелло, и Марианны Монтальто, дочери герцога Франьито; племянник Серафино Филанджери — архиепископа Палермо и профессора экспериментальной физики Неаполитанского университета.
Дети семьи Филанджери, включая Гаэтано, получили обширное образование, проводя в учёбе более 10 часов в день, и воспитание в духе янсенизма и верности бурбонской династии. Среди учителей юноши был Антонио Дженовези, преподававший аристократической молодёжи Неаполя основы экономики. Главным учителем Гаэтано стал профессор физики Неаполитанского университета Лука Никола де Лука. Согласно де Луке, Филанджери увлекался трудами Бонно де Мабли, Энтони Эшли-Купера, а из классических авторов — Платона.
В 7 лет, подобно многим детям аристократов, мальчика приняли на военную службу, зачислив вторым лейтенантом полка «Абруццо Ультра». Через год он стал альфьере полка «Принчипато Ультра», а в 1768 году пехотным лейтенантом. В 17 лет объявил о намерении отказаться от военной карьеры и посвятить себя наукам. Из-за склонности к «недворянским» занятиям находился в натянутых отношениях с семьёй.
В 1774 году получил диплом юриста. Служил у короля Фердинанда IV. В 1777 году занимался проектом судебной реформы. Ушел добровольцем на флот. В 1783 году — лейтенант пехоты, в 1785 году — капитан.
В 1782 скончался Серафино Филанджери, оставив Гаэтано Филанджери в наследство доходы от земель приората Сан-Антонио ди Сарно. В 1783 году Гаэтано окончательно отказался от продолжения военной карьеры. Он женился на венгерской аристократке Каролине Френдель, прибывшей в Неаполь в свите королевы Марии Каролины и ставшей воспитательницей второй дочери королевской четы. Он также решил перебраться из Неаполя на виллу в Каве (современная  Кава-де-Тиррени), где собирался вести более спокойную жизнь.
Когда в 1786 году в Неаполе на пост государственного секретаря был назначен Доменико Караччиоло, бывший вице-король Сицилии, реформаторским кругам в стране показалось, что это указывает на либерализацию политического климата. Филанджери изъявил желание вернуться в столицу и возобновить участие в политической жизни. На следующий год он был включён в состав Высшего финансового совета, который в это время возглавлял Джамбаттиста Альбертини. Проводя на службе два дня в неделю, остальное время Филанджери посвящал написанию пятого тома «Науки о законодательстве».
Совмещение государственной службы с активной научной деятельностью привело к раннему истощению сил Филанджери. Заболев туберкулёзом, он удалился в Вико-Экуэнсе, где и скончался 11 июля 1788 года. Похороны прошли в соответствии с масонским обрядом, так как Филанджери состоял в неаполитанской ложе. На них присутствовали Доменико Чирилло, Франческо Марио Пагано и ряд других известных общественных деятелей того времени.
Сын Гаэтано Филанджери, Карло, был адъютантом Иоахима Мюрата, генерал-лейтенантом неаполитанской службы, председателем Совета министров и военным министром Королевства Обеих Сицилий. Внук — Гаэтано Филанджери, князь Сатриано, историк и коллекционер.

## Научные труды
Первые научные опыты Филанджери относятся к началу 1770-х годов. В 1771 году он написал текст об образовании, который представил шведскому учёному Бьёрнсталю, находившемуся с визитом в Неаполе. В 1772 году он написал небольшую работу «Мораль законодательных органов», в которой в частности полемизировал с идеями Беккариа о необходимости отмены смертной казни. По мнению Филанджери, каждый имеет право лишить другого жизни для защиты от несправедливой угрозы. Позже эта тема рассматривалась в его основном труде «Наука о законодательстве». В «Морали законодательных органов» также отстаивалась идея улучшения уровня жизи путём введения массовых образовательных и воспитательных программ. Большую роль в формировании общественной морали автор отводил религии. Филанджери отправил эту работу на Сицилию Исидору Бьянки, который опубликовал на неё положительный отзыв в журнале Notizie de' letterati.
В 1774 году опубликовал «Политические размышления о последнем законе государя». Эта работа, посвящённая министру Бернардо Тануччи, разбирала реформу судопроизводства, которую в том же году провёл Тануччи. Заметное место в публикации, критиковавшей произвол судейских чинов, занимали идеи о верховенстве закона над любой личной властью. Работа была положительно встречена правящими кругами Неаполитанского королевства. Впоследствии, однако, Филанджери, расставшись с юношескими надеждами на торжество справедливости при просвещённом абсолютизме, лично скупил и сжёг остававшиеся экземпляры «Политических размышлений».
Основной труд — «Науку о законодательстве» — Филанджери планировал издать в семи томах: общие принципы в первом, политические и экономические законы во втором, уголовное право в третьем, реформа образования в четвёртом, реформа религии в пятом, права собственности в шестом и семейное право в седьмом. Однако он успел выпустить лишь четыре тома при жизни, а пятый вышел уже после смерти автора.
Основной темой трактата были устройство судебной системы и уголовное право, в отношении которых Филанджери частично популяризовал, а частично развивал теории Беккариа о преступлениях и наказаниях. Филанджери, однако, затрагивал и более широкие темы. Он резко критиковал любые пережитки феодализма в общественном устройстве и указывал на разрыв между производительными и непроизводительными классами и эксплуатацию крестьянского труда дворянством. Кроме того, итальянский философ отрицал права церкви на владение землями и плодами труда людей, живущих на этих землях. За это трактат подвергся резкой критике со стороны католической церкви и в 1784 году был внесён в Индекс запрещенных книг.
Уже во введении в первый том Филанджери объявлял себя пацифистом и осуждал государей прошлого, которых, по его определению, занимали в основном вопросы, как бы убить побольше людей. В четвёртом томе трактата он выступил с идеями всеобщего бесплатного образования и учреждения специальных школ для учащихся, проявивших особые способности; деньги на эти инициативы предлагалось изыскать из огромных военных бюджетов европейских государств.
Благодаря основному труду Филанджери у него сложилась репутация «нового Монтескьё». Итальянский мыслитель, однако, пошёл дальше французского и подчёркивал своё несогласие с его идеями в отношении обычаев и правовых традиций. Монтескьё считал остатки римского права и юридические традиции, сложившиеся в Европе за Средние века, естественной основой для новой правовой и государственной системы. Филанджери, напротив, рассматривал европейскую историю как источник социальных конфликтов и экономического хаоса и считал необходимым кардинальную «научную» ревизию морально-философских основ современного ему государственно-правового устройства.
Трактат Филанджери обрёл большую популярность в Европе сразу после выхода в свет. Этому способствовали высокая образованность автора, в том числе глубокое знание феодального права, широта взглядов автора, умение применить философские основы к правовым и экономическим вопросам и живой, полемический стиль. До конца XVIII века сочинение Филанджери выдержало четыре переиздания на итальянском языке (в том числе во Флоренции и Венеции в 1782 и в Милане в 1784 году), было переведено на немецкий язык в 1784 и на французский в 1786 году и переиздано во Франции в 1799 году, при Директории. Хотя среди высшей аристократии, в отличие от масонских кругов и революционно настроенных интеллектуалов, «Наука о законодательстве» была воспринята прохладно, в 1780 году, после выхода первых двух томов, король Фердинанд IV произвёл автора трактата в рыцари королевского Константиновского ордена.
После начала американской революции Англия, до этого бывшая в глазах Филанджери пристанищем гражданских свобод, превратилась для него в колонизаторскую державу и угнетателя других народов. С 1782 года и до самой смерти он состоял в переписке с Франклином и в одном из писем делился с тем мечтой переехать в США, чтобы принимать участие в составлении законов новой эпохи. Франклин в свою очередь изъявлял желание использовать том «Науки о законодательстве», посвящённый уголовному праву, в работе над новым уголовным кодексом Пенсильвании. Наполеон называл Филанджери одним из своих учителей. Трактат Филанджери оказал влияние на духовное развитие европейского общества первой четверти XIX века, сыграв, в частности, роль в формировании идеологии декабризма.